# Mighty Zulu Kings
Mighty Zulu Kings (o Mighty Zulu Kingz) è la crew di break dance nata nel 1973 che rappresenta nel mondo la Universal Zulu Nation. I membri originari della crew erano: Ahmed Henderson, Aziz Jackson, Shaka Reed, Kusa Stokes e Zambu Laner. Nel 1981, poiché i membri originali della MZK avevano smesso di ballare, la rappresentanza della Zulu Nation passò nelle mani della Rock Steady Crew. Solo nel 2000, Afrika Bambaataa, nominò Alien Ness presidente dei MZK con il compito di far risorgere il nome della crew.